# Арнарвон (острова)
Арнарвон (Амарвон) (англ. Arnarvon Islands) — группа из почти ста островов и рифов, входящих в архипелаг Соломоновы острова. Административно входят в состав провинции Исабель государства Соломоновы Острова.
Арнавон расположен в 300 км к северо-западу от столицы государства Соломоновы Острова — г. Хониара. Представляет из себя группу небольших необитаемых островов, цветущих рифов, наполненных рыбой лагун и пляжей.
Острова Арнарвон состоят из:
- Крупные острова:
  - Сикопо
  - Керехикапа
  - Малеивона
- Малые острова
  - Тума
  - Леко

Климат влажный, тропический. Среднегодовая температура +23°С . Самый тёплый месяц — апрель с температурой +25 °C , самый холодный месяц — октябрь, с температурой +23 °C. Осадки составляют 4 702 миллиметра в год.
Остров Арнарвон (Амарвон) известный как «Остров черепах», является популярным объектом туризма, поскольку именно здесь находится естественная зона размножения биссы — редчайших морских черепах. Ни острова и рифы группы Арнавон, протянувшейся между о. Санта-Исабель и островом Роб-Рой, не является постоянно обитаемым, многие только на пару десятков сантиметров возвышаются над уровнем моря, поэтому эта область может гордиться также и непревзойденным ловом рыбы. В 1991 году здесь был создан Морской природный резерват Арнавон, площадью 157 км², чья зона тянется от побережья Санта-Исабель до Шуазёля. При посещении территории парка посетителей сопровождает целый штат специально обученных гидов из числа жителей местных деревень (по 2 человека от каждой общины), следящих только за поведением туристов и контролем за жизнью черепах, — здешняя популяция настолько ранима и ещё не полностью восстановилась после многолетнего истребления этих уникальных животных, что такое поведение персонала просто необходимо.